# 鎌倉國寶館

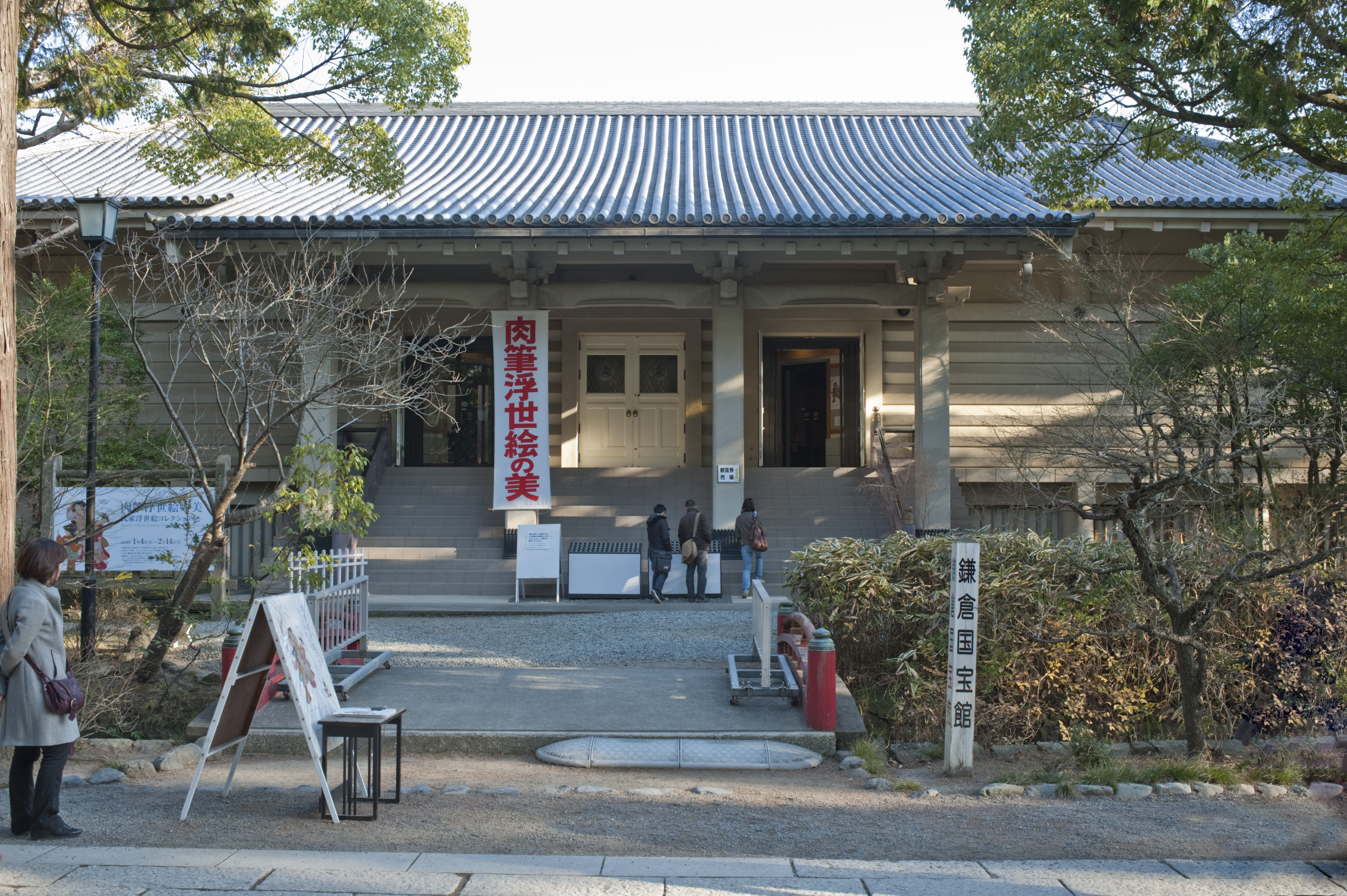

鎌倉國寶館（日语：鎌倉国宝館、かまくらこくほうかん）是日本神奈川縣鎌倉市雪之下鶴岡八幡宮境內東側的一座市立博物館。這座博物館設立於1928年4月3日。博物館的建築是日本的登録有形文化財。博物館的總藏品數約有1000件，其中多件是日本國寶和重要文化財。

## 外部連結
- 鎌倉国宝館公式サイト （页面存档备份，存于）
- 国指定文化財データベース – 鎌倉国宝館本館 （页面存档备份，存于）